# Orinda
Orinda é uma cidade localizada no estado americano da Califórnia, no condado de Contra Costa. Foi incorporada em 1 de julho de 1985.

## Geografia
De acordo com o United States Census Bureau, a cidade tem uma área de 32,89 km², onde 32,84 km² estão cobertos por terra e 0,03 km² por água.

## Demografia
Segundo o censo nacional de 2010, a sua população é de 17 643 habitantes e sua densidade populacional é de 537,22 hab/km². Possui 6 804 residências, que resulta em uma densidade de 207,18 residências/km².

## Lista de marcos
A relação a seguir lista as entradas do Registro Nacional de Lugares Históricos em Orinda.
- Charles W. Merrill House
- Maynard and Katharine Buehler House
- Moraga Adobe